# Canton de Baule
Le canton de Baule ou canton de Bosle est une ancienne division administrative française du district de Beaugency situé dans le département du Loiret.

## Histoire
Le canton est créé le 10 février 1790 sous la Révolution française.
Le canton disparaît en 1801 (9 vendémiaire, an X) sous le Premier Empire ; toutes ses communes sont reversées dans le canton de Beaugency.

## Géographie
Le canton de Baule comprend les trois communes suivantes : Baule (que l'on trouve aussi sous les toponymes de Bosle, Baûle ou Bault-et-Villeneuve), Cravant et Messas (ou Messat).